# جاكسون هينز
جاكسون هينز (بالإنجليزية: Jackson Haines)‏ هو متزلج فني وراقص باليه أمريكي، ولد في 1840 في نيويورك في الولايات المتحدة، وتوفي في 1876 في كوكولا في فنلندا.

## وصلات خارجية
- جاكسون هينز على موقع الموسوعة البريطانية (الإنجليزية)